# Френсіс Бенджамін
Френсіс Бенджамін (англ. Francis Benjamin, нар. 20 червня 1993, Лагос) — нігерійський футболіст, захисник клубу «Гартленд».

## Клубна кар'єра
У дорослому футболі дебютував 2012 року виступами за команду клубу «Гартленд», кольори якої захищає й донині.

## Виступи за збірну
2012 року дебютував в офіційних матчах у складі національної збірної Нігерії. 
У складі збірної був учасником розіграшу Кубка конфедерацій 2013 року у Бразилії.
Наразі провів у формі головної команди країни 1 матч.